# Habicht (berg)
Habicht är ett berg i Österrike.   Det ligger i distriktet Innsbruck-Land och förbundslandet Tyrolen, i den västra delen av landet, 400 km väster om huvudstaden Wien. Toppen på Habicht är 3 277 meter över havet, eller 559 meter över den omgivande terrängen. Bredden vid basen är 7,7 km.
Terrängen runt Habicht är huvudsakligen bergig. Närmaste större samhälle är Neustift im Stubaital, 8,4 km norr om Habicht. 
Trakten runt Habicht består i huvudsak av gräsmarker. Runt Habicht är det ganska glesbefolkat, med 32 invånare per kvadratkilometer.